# امو بی، استرالیای جنوبی
امو بی (به انگلیسی: Emu Bay) یک منطقهٔ مسکونی در استرالیا است که در شورای جزیره کانگارو واقع شده‌است.